# فريق غرباء للفن الإسلامي
فريق غرباء للفن الإسلامي أو غرباء قروب هي فرقة إنشادية فلسطينية إسلامية، اشتهرت بأغانيها الوطنية الداعمة للمقاومة الفلسطينية ول حركة المقاومة الإسلامية (حماس)، تأسست عام2013 ، مكونة من عدة أشخاص متطوعون منشدين وملحنين ومؤلفون ومنهم من كان يعمل في فرقة الوعد سابقاً. تهتم بشكل رئيسي بالقضية الفلسطينية بكل أبعادها.
يتناول فريق الوعد في أناشيده الموضوعات الاستنهاضية الحماسية التي يرمي من خلالها إلى استنهاض معالم القوة والتحرر والتحدي في واقع الأمة الإسلامية المعاصر.والإنشاد التربوي الداعي إلى تهذيب النفوس وصقل الفطرة السليمة والعودة بالذات إلى حضن التربية الإيمانية الإسلامية.
تعرضت للعديد من المضايقات، وتم حذف العديد من أناشيدها وكليباتها على اليوتيوب.

## أعمال بارزة
- نشيد إننا الأبطال[1]

## تضييقات

### حذف صفحات الفرقة على موقع التواصل الاجتماعي
حذفت العديد من مواقع التواصل الاجتماعي صفحات الفرقة عدة مرات، بعد طلب من سلطات الاحتلال الإسرائيلية.

## وصلات خارجية
- https://gorbaagroup.wordpress.com
- https://soundcloud.com/gourbaastars